# Arne Garborg

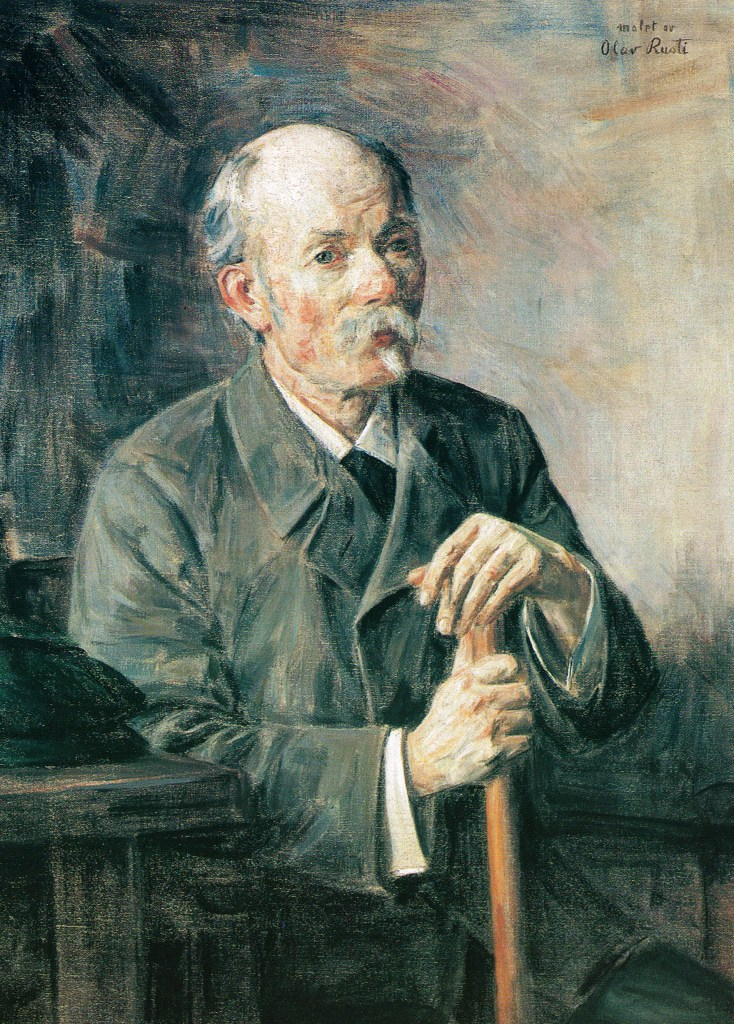
portrét Arne Garborga

Arne Garborg (25. ledna 1851 – 14. ledna 1924) byl norský romanopisec a esejista. Ve světě se proslavil především dekadentním románem Umdlené duše. V Česku vzbudil obdiv Tomáše Garrigua Masaryka, který o příběh hlavní postavy Umdlených duší Gabriela Grama opřel část argumentace v pojednání Moderní člověk a náboženství.

## Literární dílo

### Nejvýznamnější romány
- Bondestudentar (1883; česky: Selští studenti, 1903, překlad Hugo Kosterka)
- Mannfolk (1886; česky: Muži, 1901, překlad Hugo Kosterka)
- Hjaa ho mor (1890; česky: U maminky, 1898, překlad Hugo Kosterka)
- Trætte mænd (1891; česky: Umdlené duše, 1895, překlad Hugo Kosterka)
- Fred (1892; česky: Mír, 1899, překlad František Peták)

### Básnický cyklus
- Haugtussa (1895)